# توم غيليس
توم غيليس (بالإنجليزية: Tom Gilles)‏ هو لاعب كرة قاعدة أمريكي، ولد في 2 يوليو 1962 في بيوريا في الولايات المتحدة.

## وصلات خارجية
- توم غيليس على موقعبيزبول رفرنس.كوم (الدوري الرئيسي) (الإنجليزية)
- توم غيليس على موقعبيزبول رفرنس.كوم (الدوري الثانوي) (الإنجليزية)
- توم غيليس على موقع مشجعي الرسوم البيانية (الإنجليزية)